# Trinity Hall
Il Trinity Hall, o Tit Hall come viene chiamato amichevolmente all'interno dell'università, è il quinto college più antico dell'Università di Cambridge, fondato nel 1350 da William Bateman, vescovo di Norwich.

## Storia
Le devastazioni causate dall'epidemia di peste degli anni 1340 causarono la morte di quasi metà della popolazione dell'Inghilterra; il vescovo Bateman stesso perse quasi 700 dei suoi parroci, quindi la decisione di fondare un college fu probabilmente centrata intorno al bisogno di ricostruire il clero.
Così, nell'atto di fondazione del 1350, Bateman stabilì che lo scopo del college era "la promozione dell'adorazione divina e del canone, la scienza civile e la direzione della comunità, in particolare della nostra chiesa e diocesi di Norwich." Questo spinse il college ad essere particolarmente forte negli studi legali, una tradizione perpetuata nei secoli.

## Edifici
Il sito del college sul fiume Cam fu originariamente ottenuto dall'acquisto di una casa da parte di John de Crauden per ospitare i monaci durante i loro studi, la corte principale del college fu costruita nei primi decenni di esistenza del college.
La cappella fu autorizzata nel 1352 e costruita nel 1366, nell'anno in cui Papa Urbano V concesse al Master ed ai fellows di celebrare la Messa nel college. Nel 1729, Sir Nathaniel Lloyd ridecorò la cappella in quello che, nonostante gli allargamenti successivi, rimane uno stile intimista, rendendola la più piccola cappella di tutta l'università.
La biblioteca del college fu costruita alla fine del XVI secolo, probabilmente quando il master era Thomas Preston ed è oggi usata principalmente per la conservazione dei manoscritti e dei libri rari. La nuova Jerwood Library che si affaccia sul fiume è stata aperta da Lord Howe nel 1999.
Così come la cappella, la Hall del college fu ricostruita da Sir Nathaniel Lloyd ed ingrandita nel XIX secolo. Anch'essa è una delle hall più piccole ed intimiste dell'università.

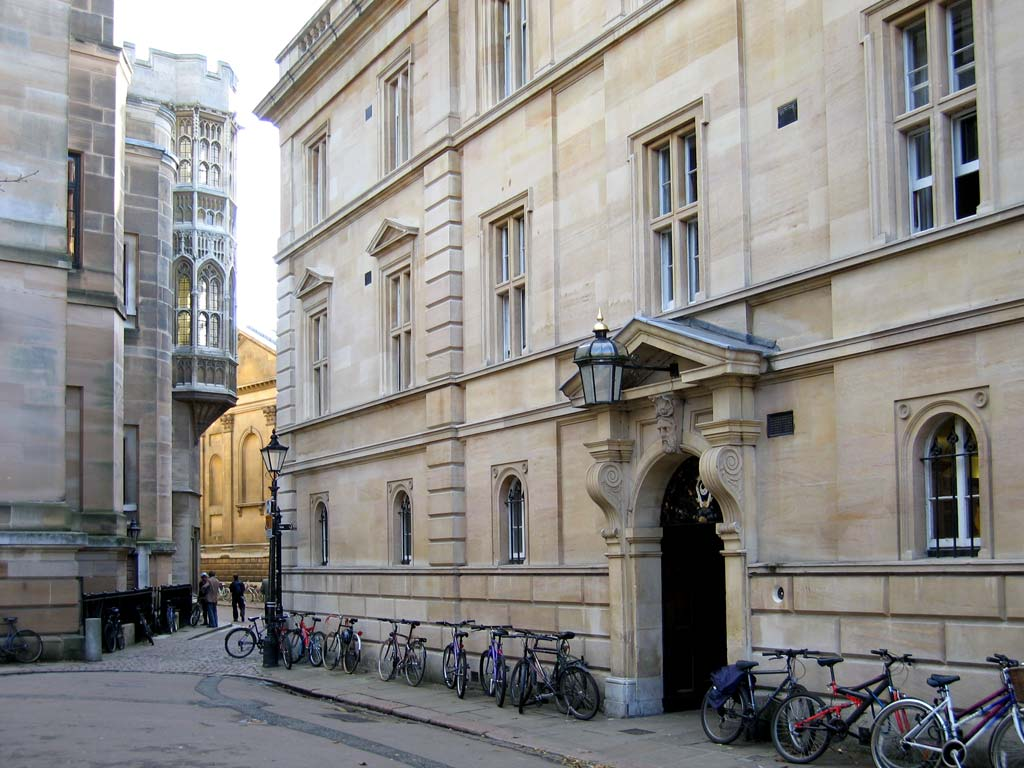
L'ingresso principale del Trinity Hall in Trinity L

## Vita del college
Storicamente, il Trinity Hall è sempre stato particolarmente forte nella Giurisprudenza; oggi, i suoi punti di forza si estendono anche ad altri campi accademici, sia scientifici che umanistici. Situato sul fiume Cam, nascosto tra il King's College ed il Trinity College, il college ha una reputazione per il cibo e per l'atmosfera amichevole ed informale. Ha anche una buona reputazione negli sport (soprattutto nel canottaggio) ed ha celebri società musicali e teatrali.

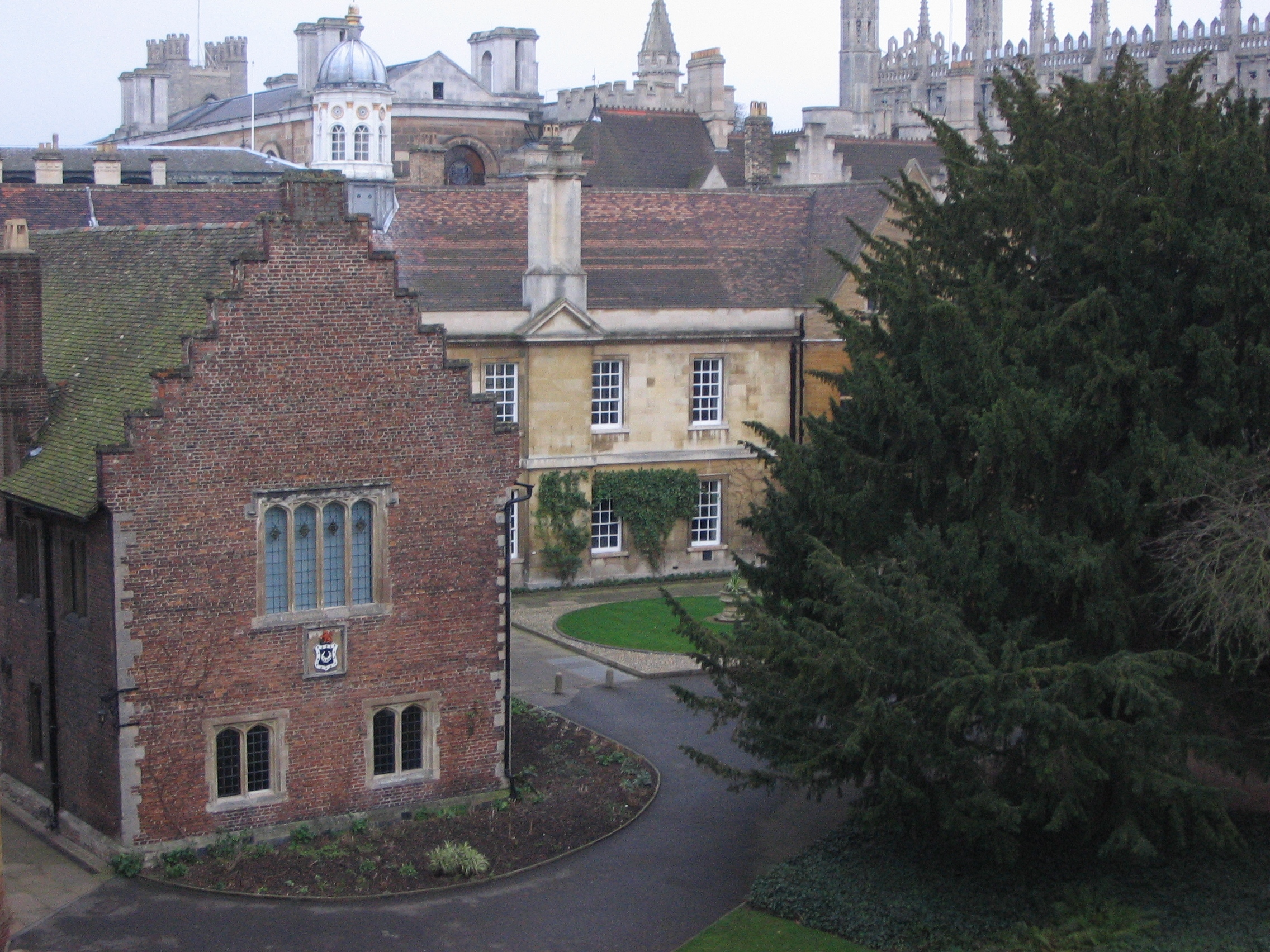
La biblioteca elisabettiana

È un'istituzione piuttosto piccola, se confrontata con il suo vicino più grande ma più "giovane", il Trinity College, fondato nel 1546, con cui c'è una certa rivalità. Inizialmente tutti i college di Cambridge venivano chiamati hall (il Clare College si chiamava Clare Hall) ed in seguito cambiarono il nome da hall a college. Ciononostante, quando Enrico VIII fondò il Trinity College (di fatto rubando il nome del Trinity Hall) poco lontano, fu chiaro che il Trinity Hall avrebbe continuato ad essere chiamato hall. Per questo motivo è assolutamente sbagliato chiamarlo Trinity Hall College.
L'attuale Master è lo storico Martin Daunton.